# Ca Mau Lufthavn
Ca Mau Lufthavn (IATA:CAH, ICAO:VVCM) ligger på Ca Mau, province Ca Mau, Vietnam.
Lufthavnen er 2 km fra centrum. Den blev bygget af franske kolonister i 1933. I Vietnam krigen, var det en luftbase.

## Terminaler
Der er to daglige afgange:
- Vietnam Air Services Company (Ho Chi Minh-byen)